# Municipio de Pleasant Grove (condado de Marion)
El municipio de Pleasant Grove (en inglés: Pleasant Grove Township) es un municipio ubicado en el condado de Marion en el estado estadounidense de Iowa. En el año 2010 tenía una población de 2769 habitantes y una densidad poblacional de 18,45 personas por km².

## Geografía
El municipio de Pleasant Grove se encuentra ubicado en las coordenadas 41°24′49″N 93°16′38″O / 41.41361, -93.27722. Según la Oficina del Censo de los Estados Unidos, el municipio tiene una superficie total de 150.12 km², de la cual 148,98 km² corresponden a tierra firme y (0,76 %) 1,14 km² es agua.

## Demografía
Según el censo de 2010, había 2769 personas residiendo en el municipio de Pleasant Grove. La densidad de población era de 18,45 hab./km². De los 2769 habitantes, el municipio de Pleasant Grove estaba compuesto por el 97,94 % blancos, el 0,29 % eran afroamericanos, el 0,18 % eran amerindios, el 0,61 % eran asiáticos, el 0,29 % eran de otras razas y el 0,69 % eran de una mezcla de razas. Del total de la población el 1,44 % eran hispanos o latinos de cualquier raza.